# Budapest Black Knights 2006
Questa voce raccoglie le informazioni riguardanti i Budapest Black Knights nelle competizioni ufficiali e amichevoli della stagione 2006.

## Amichevoli
| Budapest 26 marzo 2006 | Budapest Wolves 2 | 16 – 12 | Budapest Black Knights | BVSC Stadion |

| Budapest 15 aprile 2006 | Budapest Black Knights | 6 – 34 | Uzhgorod Warriors | BVSC Stadion (200 spett.) |

| Budapest 19 agosto 2006 | Budapest Black Knights | 22 – 6 | Budapest Cowboys | BVSC Stadion (800 spett.) |

## Scrimmage
| Rákóczifalva 19 marzo 2006 | Szolnok Soldiers | 1 – 1 | Budapest Black Knights | Sportpálya |

## Magyar American Football League 2006

### Stagione regolare
| Győr 6 maggio 2006, ore 16:10 2ª giornata | Győr Sharks | 12 – 0 (0-0 6-0 0-0 6-0) referto | Budapest Black Knights | Bácsai Sporttelep (500 spett.)\| Arbitro: \| Udvardi \| |
| Arbitro:                                  | Udvardi     |                                  |                        |                                                         |

| Teskánd 14 maggio 2006, ore 15:00 3ª giornata | Zala Predators | 7 – 25 (0-7 0-6 0-6 7-6) | Budapest Black Knights | Sportpálya (100 spett.) |

| Budapest 28 maggio 2006, ore 15:00 5ª giornata | Budapest Black Knights | 27 – 23 (0-7 14-0 0-7 13-9) | Nagykanizsa Demons | BVSC Stadion (400 spett.) |

| Budapest 11 giugno 2006, ore 19:00 7ª giornata | Budapest Black Knights | 32 – 17 (13-0 6-0 6-7 7-10) referto | Szolnok Soldiers | BVSC Stadion (250 spett.) |

### Playoff
| Debrecen 17 giugno 2006, ore 15:00 Semifinale | Debrecen Gladiators | 43 – 36 (14-7 7-7 7-7 15-15) referto | Budapest Black Knights | Kinizsi Stadion (600 spett.) |

## Blue Bowl 2006

### Stagione regolare
| Budapest 2 settembre 2006, ore 12:00 1ª giornata | Budapest Black Knights | 60 – 3 (6-0 21-0 15-3 18-0) referto | Szolnok Soldiers | Szőnyi úti Stadion (300 spett.) |

| Budapest 17 settembre 2006, ore 13:00 2ª giornata | Budapest Black Knights | 7 – 52 (0-14 7-24 0-7 0-7) | Budapest Wolves | Szőnyi úti Stadion (350 spett.) |

## Statistiche di squadra
| Competizione             | %Vittorie | In casa | In casa | In casa | In casa | In casa | In casa | In trasferta | In trasferta | In trasferta | In trasferta | In trasferta | In trasferta | Totale | Totale | Totale | Totale | Totale | Totale |
| Competizione             | %Vittorie | G       | V       | N       | P       | Pf      | Ps      | G            | V            | N            | P            | Pf           | Ps           | G      | V      | N      | P      | Pf     | Ps     |
| ------------------------ | --------- | ------- | ------- | ------- | ------- | ------- | ------- | ------------ | ------------ | ------------ | ------------ | ------------ | ------------ | ------ | ------ | ------ | ------ | ------ | ------ |
| MAFL - Stagione regolare | .750      | 2       | 2       | 0       | 0       | 59      | 40      | 2            | 1            | 0            | 1            | 25           | 19           | 4      | 3      | 0      | 1      | 84     | 59     |
| MAFL - Playoff           | .000      | 0       | 0       | 0       | 0       | 0       | 0       | 1            | 0            | 0            | 1            | 36           | 43           | 1      | 0      | 0      | 1      | 36     | 43     |
| BB - Stagione regolare   | .500      | 2       | 1       | 0       | 1       | 67      | 55      | 0            | 0            | 0            | 0            | 0            | 0            | 2      | 1      | 0      | 1      | 67     | 55     |
| Amichevoli               | .333      | 2       | 1       | 0       | 1       | 28      | 40      | 1            | 0            | 0            | 1            | 12           | 16           | 3      | 1      | 0      | 2      | 40     | 56     |
| Scrimmage                | .500      | 0       | 0       | 0       | 0       | 0       | 0       | 1            | 0            | 1            | 0            | 1            | 1            | 1      | 0      | 1      | 0      | 1      | 1      |
| Totale                   | .500      | 6       | 4       | 0       | 2       | 154     | 135     | 5            | 1            | 1            | 3            | 74           | 79           | 11     | 5      | 1      | 5      | 228    | 214    |

## Statistiche personali

### Marcatori
Mancano i dati di Predators-Black Knights della 3ª giornata.
| Giocatore   | Ruolo | TD rush | TD recv | TD int | TD p.ret | TD k.ret | TD oth | Xp1 | Xp2 | FG  | Saf | Totale |
| ----------- | ----- | ------- | ------- | ------ | -------- | -------- | ------ | --- | --- | --- | --- | ------ |
| Michaletzky |       | 4+3     | 0+0     | 1+0    | 0+0      | 0+0      | 0+0    | 0+0 | 0+0 | 0+0 | 0+0 | 48     |
| Szerényi    |       | 0+0     | 2+1     | 0+0    | 0+0      | 0+0      | 0+0    | 0+0 | 0+1 | 0+0 | 0+0 | 20     |
| J. Buús     |       | 1+1     | 0+0     | 0+0    | 0+0      | 0+0      | 0+0    | 0+0 | 0+0 | 0+0 | 0+0 | 12     |
| P. Nagy     |       | 0+0     | 0+0     | 0+0    | 0+0      | 0+0      | 0+0    | 4+4 | 0+0 | 0+0 | 0+0 | 8      |
| K. Fábián   |       | 0       | 1       | 0      | 0        | 0        | 0      | 0   | 0   | 0   | 0   | 6      |
| J. Vaszkó   |       | 0       | 0       | 0      | 0        | 0        | 0      | 1   | 0   | 0   | 0   | 1      |

### Passer rating
Mancano i dati di Predators-Black Knights della 3ª giornata e Black Knights-Demons della 5ª giornata.

La classifica tiene in considerazione soltanto i quarterback con almeno 10 lanci effettuati.
| Giocatore   | G   | Att   | Comp | Int | Yds     | TD  | NFL   | NCAA   |
| ----------- | --- | ----- | ---- | --- | ------- | --- | ----- | ------ |
| Michaletzky | 2+1 | 20+19 | 8+9  | 3+0 | 186+130 | 3+1 | 74,31 | 130,11 |